# 大和田伸也
大和田 伸也（、1947年〈昭和22年〉10月25日 - ）は、日本の俳優、声優、ナレーター、演出家、映画監督。
福井県敦賀市出身。ホリプロ・ブッキング・エージェンシー所属。早稲田大学第一文学部中退。

## 人物・来歴
三男一女の次男として誕生。
1965年、大学中退後に鈴木忠志が立ち上げた自由舞台に所属。
1968年、劇団四季へ入団。
1972年、朝の連続テレビ小説『藍より青く』でのヒロインの夫役で広く知られる。
1977年、『犬神の悪霊』で映画初主演。
1978年2月に降板した横内正に代わって『水戸黄門』で二代目渥美格之進役に就任し、1982年10月19日の第13部の収録終了をもって降板。
蜷川幸雄演出の『王女メディア』では北大路欣也とダブル主演を務めた（3度再演し海外公演も果たした）。
『炎の女・秋瑾』で日本人として初めて中国映画に出演した。
『ライオン・キング』の吹き替え版では、実写版、アニメーション版、両作品で王・ムファサを演じた。
松方弘樹主演『恐竜を掘ろう』で映画初監督。脚本も担当した。次男の健介と共同脚本。
2019年には初のオペラに出演した。

## 家族
2017年12月6日放送のファミリーヒストリーによると、大和田伸也は福井県敦賀の商人・大和田荘兵衛の子孫にあたる。大和田家は福井県敦賀市ではかつては名家として知られていた。
父親の勝は敬虔なクリスチャンで、母親の恭子（1923〜2021）は天真爛漫な人物であったとされる。勝は大和田一族が経営する大和田銀行（創設者は親戚の2代目大和田荘七）に勤務し、退職後満州に渡り製粉会社に勤め、嫁探しに一時福井県に帰った際、恭子と出会い満州へ連れ帰り結婚したとされる。
妻は女優の五大路子。長男は俳優でJCOMキャスターの大和田悠太。
次男で、俳優の大和田健介はカルピスや日本経済新聞、ACジャパン、東京ガスのCMで活躍し、父と同じくNHK朝の連続ドラマ小説『花子とアン』にも出演、また新横浜にて映画おもちゃカフェ店長も務める。
兄は日本聖公会中部教区の執事で、名古屋聖マルコ教会、名古屋聖ヨハネ教会の牧師補を歴任、かつ元ジャーナリストで名古屋市内で「ブックショップ大和田」を経営していた大和田康司。弟は俳優の大和田獏。
弟・獏の妻（義妹）は女優岡江久美子。姪（獏・久美子夫妻の長女）は女優の大和田美帆。ともに「大和田ファミリー」と称されている。
また、新横浜ラーメン博物館創業者で社長の岩岡洋志は義理の弟（妻・路子の弟）である。
なお、路子夫人との結婚式での仲人は、『水戸黄門』で水戸光圀役を演じていた東野英治郎が務めた。路子夫人と交際を開始したのは『水戸黄門』第9部最終回で共演したことがきっかけである。
弟の獏とは、木下勝俊役で出演した大河ドラマおんな太閤記において勝俊の実弟小早川秀秋役で共演、役の上でも実の兄弟である。
初監督作、松方弘樹主演『恐竜を掘ろう』は次男の健介と共同脚本を執筆した。後にノベライズ。

## エピソード
- 父親がクリスチャンだったため幼児洗礼を受けており、洗礼名はヨゼフ。
- 少年時代から『鉄腕アトム』の大ファンで、さまざまなグッズを集めている[5]。これを知った手塚プロダクション関係者により、2003年のテレビアニメ『アストロボーイ・鉄腕アトム』で天馬博士の声を担当した。
- ゴジラシリーズのファンでもあり、2001年の時点で全作品を観ていると語っていた[6]。『ゴジラ・モスラ・キングギドラ 大怪獣総攻撃』（2001年）出演時には、アメリカ版『GODZILLA』（1998年）はゴジラではないという気概を持ってやっていると述べている[6]。
- 巨人ファンであり、野球に対しての情熱も相当強く、長嶋茂雄を敬愛している。また、東京新聞のコラムではWBCの実現と日本代表の活躍を讃えていた。
- ポケットモンスターのファンである。なかでもゼニガメ、カメール、クワッスが推しである。ぬいぐるみも数多く所有しており、外出の際はそれらの中から数点を持ち出し（帯同）一緒に写真や動画に納まる、いわゆる“ぬい活”を楽しんでいる。それらの様子を自身のX（旧Twitter）に投稿している。
- 2010年9月27日放送の『芸能人カラオケ年の差グランプリ!!見せる聞かせる名曲ギャップショー』では、姪・美帆と共演込みで対戦、弟・獏がサプライズゲストで登場し、この3人の共演はテレビ初となった。
- 法学者の鎌田薫は自由舞台所属時の同級生である[2]。
- 兄の康司は名古屋市でかつて書店「ブックショップ大和田」を経営。兄の後輩に菊地敬一がいたが、後に全国展開するヴィレッジヴァンガード (書籍・雑貨店)を設立、経営者として成功して活躍する姿を見て喜んでいたという。
- 正義感が強く若者のマナーに注意してしまう性格の為、三度のおやじ狩りに遭っている[7]。

## 出演（俳優）

### テレビドラマ
- 大河ドラマ（NHK総合）
  - 樅ノ木は残った（1970年） - 沖田鉄平 役
  - おんな太閤記（1981年） - 木下勝俊 役
  - 独眼竜政宗（1987年） - 山家国頼 役
  - 信長 KING OF ZIPANGU（1992年） - 酒井正親 役
  - 八代将軍吉宗（1995年） - 滝川元長 役
  - 徳川慶喜（1998年） - 久世広周 役
  - 葵 徳川三代（2000年） - 立花宗茂 役 ※妻の五大路子（於阿茶の局役）と共演
  - 篤姫（2008年） - 大久保利世 役
  - 龍馬伝（2010年） - 深山宗林 役
- 火曜スペシャル／鉄平と順子（1972年 - 1973年、日本テレビ） - さがら鉄平 役
- 弥次喜多隠密道中 第21話「幻の名刀」（1972年、日本テレビ）
- 連続テレビ小説 （NHK総合）
  - 藍より青く（1972年 - 1973年） - 村上周一 役
  - 梅ちゃん先生（2012年） - 扇田 役
  - カムカムエヴリバディ（2021年 - 2022年） - 橘杵太郎 役[8]
- 荒野の素浪人（NET）
  - 第7話「爆破 隠し金輸送」（1972年） - 佐々木只之進 役
  - 第35話「復讐 咆えろ廃墟の宿」（1972年） - 林田弥七 役
- 紫頭巾事件帖 第14話「火事と喧嘩と恋と」（1972年、東京12チャンネル） - 好太郎 役
- トリプル捜査線（1973年、フジテレビ） - 一郎 / 二郎 役
- 華麗なる一族（1974年 - 1975年、毎日放送） - 一之瀬四々彦 役
- ありがとう 第4シリーズ（1974年 - 1975年、TBS）- 三友金太郎 役
- 右門捕物帖 第35話「おとし穴」（1974年、NET）
- ふりむくな鶴吉 第46話「ふたたび鶴が飛ぶ日」（1975年、NHK総合）※
- 太陽にほえろ! 第177話「海に消えたか三億円」（1975年、日本テレビ） - 木島健三  役
- 夜明けの刑事 第94話「ショック!UFOに乗った殺人者」（1976年、TBS / 大映テレビ）　- 本宮豊 役
- 銀河テレビ小説（NHK総合）
  - 昭和の青春シリーズ2 春の城（1977年）- 伊吹幸雄 役
- 大江戸捜査網（東京12チャンネル）
  - 第308話「鉄火芸者 涙の勇み肌」（1977年） - 金次郎 役
  - 第357話「危機一髪 凶悪の罠」（1978年） - 中津川兵馬 役
- 特捜最前線 第25話「北陸路・七年後の女」（1977年、テレビ朝日）
- 新・必殺仕置人 第39話「流行無用」（1977年、朝日放送） - 定吉 役
- 新五捕物帳 第3話 「江戸の花 夢の初恋」（1977年、日本テレビ） - 吉岡次郎太 役
- 達磨大助事件帳 第11話「友よ、さらば」（1977年、テレビ朝日） - 陽助 役
- 東芝日曜劇場（TBS）
  - あしたの海（1977年9月11日） - 立花吾郎 役
  - 「おんなの家 その12」（1982年） - 直人 役
- 消えた巨人軍（1978年、日本テレビ） - 藤田 役
- 水戸黄門（TBS / C.A.L）
  - 第6部 第17話「若君替玉作戦 -松山-」（1975年7月21日） - 相馬市之進 役
  - 第8部 第17話「鹿が知ってた悪い奴 -奈良-」（1977年11月7日） - 与之吉 役
  - 第9部 - 第13部（1978年 - 1983年） - 渥美格之進 役
  - 第11部 第13話「陰謀あばいた俵牛 -陸前高田-」（1980年11月10日） - 西本源四郎 役（一人二役）
  - 第12部 第4話「兄と呼ばれた格之進 -諏訪-」（1981年9月21日） - 柏木市之介 役（一人二役）
  - 1000回記念3時間スペシャル（2003年12月15日） - 伊藤仁斎 役
  - 最終回スペシャル（2011年12月19日） - 片野平九郎 役
- いつもお陽さま家族（1982年 - 1983年、TBS） - 八ツ田伸 役
- ドラマ女の四季「母の朝帰り 隅田川子離れ物語」（1988年、テレビ東京）
- 金曜エンタテイメント・ミッドナイトドラマシアター「わたしの彼を殺した女」（1988年、フジテレビ） - 今井良治 役
- ドラマシティ'92 非行少年たち（1992年10月15日、読売テレビ）
- 三毛猫ホームズの推理（1996年、テレビ朝日）
- 代紋TAKE2シリーズ（1993年 - 1997年、日本テレビ、スペシャルドラマ） - 大森丈博 役
  - 代紋 TAKE2〔6〕〜勃発! 白浜組VS明石組〜 （1996年12月8日）
  - 代紋 TAKE2〔7〕〜激突! 木更津戦争〜 （1997年2月9日）
- 月曜ドラマスペシャル→月曜ミステリー劇場→月曜ゴールデン→月曜名作劇場（TBS）
  - 徳田刑事シリーズ1「黒い履歴書」（1993年7月12日） - 原田保行 役
  - 十津川警部シリーズ3「上野駅殺人事件」（1993年10月4日） - 沼田助役 役
  - 早乙女千春の添乗報告書7「函館湯けむりツアー殺人事件」（1998年11月23日） - 藤波健吾 役
  - 弁護士・猪狩文助2「罪を逃れて笑う奴」（2002年2月11日） - 森崎忠雄 役
  - 金田一耕助の傑作推理「水神村伝説殺人事件」（2002年4月29日） - 横尾康之 役
  - 自治会長 糸井緋芽子 社宅の事件簿4（2004年3月22日） - 大谷直治 役
  - 刑務官・一条信一「消えた模範囚」（2004年10月25日） - 室田輝之 役
  - 浅見光彦シリーズ24「漂泊の楽人」（2007年10月15日） - 矢野隆一郎 役
  - 税務調査官・窓際太郎の事件簿31（2016年12月12日） - 武藤剛 役
  - 新・浅見光彦シリーズ2「後鳥羽伝説殺人事件」（2018年2月26日） - 大友勇治 役
- 土曜ワイド劇場（テレビ朝日）
  - 愛と死の殺人航路（1994年） - 坂本吾郎 役
  - 新・女弁護士 朝吹里矢子1「夢の告発」（1994年） - 豊川新二 役
  - タクシードライバーの推理日誌9（1998年1月10日） - 野田部長 役
  - はみだし弁護士・巽志郎3（1998年5月16日、朝日放送） - 西村省吾 役
  - ヤメ検の女（2009年11月14日、朝日放送） - 石川弁護士 役
  - 鉄道捜査官11（2010年4月10日） - 春川郁夫 役
  - 再捜査刑事・片岡悠介5（2012年9月29日） - 木下譲 役
- 炎の奉行 大岡越前守（1997年1月2日、テレビ東京） - 有馬氏倫
- キッズ・ウォーシリーズ（2000年 - 2002年、中部日本放送） - 大沢小太郎 役
- 菜の花の沖（2001年、NHK総合） - 松平信明 役
- 真珠夫人（2002年、東海テレビ） - 荘田勝平 役
- 火曜サスペンス劇場「父と娘の真実」（2002年12月、日本テレビ） - 田中昭三 役
- 渡る世間は鬼ばかり 第6シリーズ（2002年 - 2003年、TBS） - 中村編集長 役
- ヤンキー母校に帰る（2003年、TBS） - 氏家敬治 役
- 永遠の君へ（2004年、東海テレビ） - 朝倉卓郎 役
- 踊る大捜査線シリーズ（フジテレビ） - 安住武史 役
- 火曜サスペンス劇場「うさぎと亀 〜桜の樹の下で〜」（2003年、日本テレビ） - 山本校長 役
- Dr.コトー診療所第1シリーズ（2003年、フジテレビ） - 奥村史朗 役
- スカイハイ2 第二死「バロック」（2004年1月23日、テレビ朝日） - 三枝プロデューサー 役
- 海猿 UMIZARU EVOLUTION（2005年、フジテレビ） - 三田村和也 役 ※友情出演
- 富豪刑事 第5話「ホテルの富豪刑事」（2005年2月10日、テレビ朝日） - 大橋警部 役
- 上を向いて歩こう〜坂本九物語〜（2005年、テレビ東京） - 曲直瀬正雄 役
- TRICK 新作スペシャル1（2005年11月13日、テレビ朝日） - 福澤慶 役
- クライマーズ・ハイ（2005年、NHK総合） - 粕谷亘輝 役
- 特命!刑事どん亀 指令1「極秘捜査課見参!」（2006年4月10日、TBS） - 鶴見賢太郎 役
- 金曜エンタテイメント 「津軽海峡ミステリー航路5」（2006年、フジテレビ） - 高峯秀作 役
- 7人の女弁護士 第1シリーズ（2006年、テレビ朝日） - 辰村義男 役
- みこん六姉妹シリーズ（2006年・2008年、中部日本放送） - 寿松太郎 役
- 魂萌え!（2006年、NHK総合） - 関口隆之 役
- 関ジャニ∞冬休みドラマスペシャル「蹴鞠師」（関西テレビ）
- 華麗なる一族（2007年、TBS） - 石橋 役
- 特命係長 只野仁 3rdシーズン（2007年、テレビ朝日） - 井本常務 役
- 黒い春（WOWOW）
- パパとムスメの7日間（2007年、TBS） - 森山礼次郎 役
- 花嫁とパパ（2007年、フジテレビ） - 三浦誠造 役
- 暴れん坊ママ（2007年、フジテレビ） - 吉田吾郎 役
- Friend-Ship Project 90秒の夫婦の絆「定年の日の妻」篇（2008年、テレビ東京）
- パズル（2008年、朝日放送・テレビ朝日） - 島袋達三 役
- CHANGE（2008年、フジテレビ） - 野々村謙三 役
- ロト6で3億2千万円当てた男（2008年、朝日放送・テレビ朝日）
- 恋うたドラマSP「竹内まりや・純愛ラプソティー」（2008年10月8日、TBS）
- ドラマスペシャル 暴れん坊将軍（2008年12月29日、テレビ朝日） - 大岡忠相 役
- トンスラ（2008年、日本テレビ） - 藪田譲治 役
- 名探偵の掟（2009年、テレビ朝日） - 黄部矢一朗 役
- 金曜プレステージ（フジテレビ）
  - 浅見光彦シリーズ34（2009年6月12日） - 沢口福男 役
  - 所轄刑事 - 銀林徳三 役
    - 所轄刑事9（2014年8月29日）
    - 所轄刑事10（2016年12月9日）
- 必殺仕事人2009 第19話「玉の輿」（2009年、朝日放送・テレビ朝日） - 備前屋宗右衛門 役
- こちら葛飾区亀有公園前派出所（2009年、TBS） - 秋本飛飛丸 役
- オルトロスの犬（2009年9月、TBS） - 滝川総理大臣 役
- 小公女セイラ（2009年、TBS） - 小沼誠一郎 役
- 隠蔽指令（2009年、WOWOW） - 亀田光 役
- 浅見光彦〜最終章〜（2009年、TBS） - 藤田編集長 役
- アンタッチャブル〜事件記者・鳴海遼子〜 第7話（2009年、朝日放送・テレビ朝日） - 牛丸秀友 役
- 坂の上の雲（2009年 - 2011年、NHK総合） - 井上馨 役
- 咲くやこの花（2010年1月 - 3月、NHK総合） - 徳兵衛 役
- GM〜踊れドクター（2010年7月 - 9月、TBS） - 大山剛三 役
- 霊能力者 小田霧響子の嘘（2010年10月 - 、テレビ朝日） - 本人役
- 隠密八百八町（NHK総合） - 木曾屋文左衛門 役
  - 第3話「金の亡者たち」（2011年1月22日）
  - 第4話「火におつる涙」（2011年1月29日）
- 京都地検の女 第7シリーズ 第6話「父と子でいたかった…京風おでんに沁みる殺意の罠!!」（2011年8月25日、テレビ朝日） - 土屋秀樹 役
- 謎解きはディナーのあとで 第2話「殺しのワインはいかがでしょう」（2011年10月25日、フジテレビ） - 若林辰夫 役
- 金曜スーパープライム 1000年後に残したい…報道映像（2011年12月23日、日本テレビ）

「メルトダウン 〜福島第一原発 あのとき何が〜」 - 菅直人 役 ※再現ドラマ
- 運命の人（2012年1月 - 3月、TBS） - 愛川輝一 役
- 水曜ミステリー9（テレビ東京）
  - ガンリキ 警部補・鬼島弥一（2012年1月18日） - 篠山雄介 役
  - 検事・沢木正夫2「公訴取消し」（2014年12月24日） - 藤井部長 役
  - 金沢のコロンボ2（2015年5月20日） - 池園雄治 役
  - 北海道警事件ファイル 警部補 五条聖子4「小樽・余市・積丹殺人ルート」（2015年7月15日） - 柏木源三 役
- リーガル・ハイ 第4話（2012年5月8日、フジテレビ） - 大貫善三 役
- 踊る大捜査線 THE LAST TV サラリーマン刑事と最後の難事件（2012年9月1日、フジテレビ） - 安住武史 役
- レディ・ジョーカー（2013年3月 - 4月、WOWOW） - 酒田泰一 役
- ドラマスペシャル・女優 麗子〜炎のように（2013年3月6日、テレビ東京） - 三上刑事 役
- 放課後グルーヴ（2013年4月 - 6月、TBS） - 池井慶 役
- 警部補 矢部謙三2（2013年7月 - 9月、テレビ朝日） - 御手洗ちかお警視総監 役
- WONDA×AKB48 ショートストーリー「フォーチュンクッキー」 （2013年7月7日、フジテレビ） - 木下部長 役
- TRICK 新作スペシャル3（2014年1月12日、テレビ朝日） - 御手洗ちかお警視総監 役（映像出演）
- 鼠、江戸を疾る（NHK総合） - 水島出羽守 役
  - 第8回「宿命の兄妹（前編）」（2014年3月13日）
  - 最終回「宿命の兄妹（後編）」（2014年3月20日）
- 三匹のおっさん〜正義の味方、見参!!〜 最終話「"三匹のおっさん" 史上最大の成敗!」（2014年3月14日、テレビ東京） - 松木邦久 役
- シリーズ被爆70年 ヒロシマ 復興を支えた市民たち 第1回「鯉昇れ、焦土の空へ」(2014年9月26日、NHK広島)
- ダークスーツ（2014年11月 - 12月、NHK総合） - 塩崎卓郎 役
- DOCTORS3 最強の名医 第6話 - 最終話（2015年2月12日 - 3月5日、テレビ朝日） - 満堂潤三郎 役
- REPLAY & DESTROY（リプレイ・アンド・ディストロイ）第1話（2015年4月27日、毎日放送） - 石原専務 役
- 釣りバカ日誌〜新入社員 浜崎伝助〜 第4話（2015年11月13日、テレビ東京） - 倉田慎太郎 役
- スペシャルドラマ・刑事バレリーノ（2016年1月9日、日本テレビ） - 大崎守 役
- 神奈川県厚木市 ランドリー茅ヶ崎 第1話（2016年3月、毎日放送・TBS） - 山田が勤めている会社の社長 役
- 99.9-刑事専門弁護士- SEASON I 第7話「VS完全犯罪者!! 凶器に潜むワナ…」（2016年5月29日、TBS） - 河村幸一 役
- タチアオイの咲く頃に〜会津の結婚〜 （2016年6月24日、福島中央テレビ） - 保科彰 役
- グ・ラ・メ!〜総理の料理番〜 第4話「1億2千万の官邸（秘）カレー!!」（2016年8月12日、テレビ朝日） - 竹山茂平 役
- 勇者ヨシヒコと導かれし七人 第4話「勇者求婚サラゴナ村の眠り姫!? 救いの涙は魔物の涙」（2016年10月28日、テレビ東京） - ルドラン 役
- メディカルチーム レディ・ダ・ヴィンチの診断 第8話「人食いバクテリアに感染!?」（2016年11月29日、関西テレビ・フジテレビ） - 堂島謙三 役
- スリル!〜赤の章・黒の章〜 - 高倉峻 役
  - スリル!赤の章〜警視庁庶務係ヒトミの事件簿（2017年2月22日 - 3月15日、NHK総合）
  - スリル!黒の章〜弁護士・白井真之介の大災難 最終回「弁護士・白井真之介の大恋愛!?」（2017年3月19日、NHK BSプレミアム）
- 貴族探偵 第2話「人気作家殺人…発見者は御前!? 貞淑メイド驚愕推理」（2017年4月24日、フジテレビ） - 厄神春柾 役
- 世にも奇妙な物語 「カメレオン俳優」（2017年、フジテレビ） - 白沢明男 役
- ドラマスペシャル 最上の命医2017（2017年8月23日、テレビ東京） - 浦沢多茂津 役
- 赤ひげ（NHK BSプレミアム） - 保本良庵 役
  - 赤ひげ 最終回「妊婦の覚悟」（2017年12月22日）
  - 赤ひげ2 第4回「最愛の妻」（2019年11月22日）
- 日曜ワイド（テレビ朝日）
  - おかしな弁護士2（2018年1月14日） - 久保丈太郎 役
- 噂の女（BSジャパン） - 稲越誠二 役
  - 第5話「クラブのママで噂の女!?」（2018年5月19日）
  - 第6話「クラブのママで政治家愛人の噂の女!?」（2018年5月26日）
  - 第7話「クラブのママで檀家総代の噂の女!?」（2018年6月2日）
  - 第8話「最終章1〜クラブのママで刑事内偵の噂の女!?」（2018年6月9日）
  - 第9話「最終章2〜クラブのママで殺害容疑の噂の女!?」（2018年6月16日）
  - 最終話「最終話〜ついに暴かれる!? 噂の女の正体！」（2018年6月23日）
- 警視庁・捜査一課長 season3 最終話「さらば大岩一課長〜命を懸けた最後の捜査 死を呼ぶ銀座NO.1ママのネックレス!! 衝撃のラスト…刑事殉職!?」（2018年6月14日、テレビ朝日） - 村本継雄 役
- インベスターZ（2018年7月13日 - 9月28日、テレビ東京） - 藤田繁富 役
- 捜査会議はリビングで! 第4回「ミステリーツアーは踊る。」（2018年8月5日、NHK BSプレミアム） - 漆原京悟 役
- 遺留捜査 第5シーズン 最終話「糸村、最後の事件!! 特対VS1000億の発明を狙う爆弾犯！カラフルな魚の鱗に美人科学者の秘密…二重三重の罠で糸村ついに殉職!?」（2018年9月13日、テレビ朝日） - 冨樫良規 役
- 日曜プライム（テレビ朝日）
  - おかしな刑事18（2018年10月21日） - 久保丈太郎 役
- 忘却のサチコ（テレビ東京） - 有村忠雄 役
  - 第3話「火を噴く熱さ! カレー&激辛刀削麺!」（2018年10月26日）
  - 第8話「バトルのあとに! ほっこりピロシキ&ボルシチ」（2018年11月30日）
- 家政夫のミタゾノ 第3シリーズ 第1話「美女に800億を貢ぐ豊洲のドンの家!?」（2019年4月19日、テレビ朝日） - 丹波幸之助 役
- 警視庁ゼロ係〜生活安全課なんでも相談室〜 SEASON4 第6話（2019年8月23日、テレビ東京） - 田崎新太郎 役
- ニッポンノワール-刑事Yの反乱-（日本テレビ） - 碓氷政明 役
  - 第4話「捜査一課長の嘘」（2019年11月3日）
  - 第5話「ベルムズ」（2019年11月10日）
  - 第6話「逃亡」（2019年11月17日）
  - 第7話「極秘地下組織」（2019年11月24日）
  - 第8話「人体実験」（2019年12月1日）
  - 第9話「覚醒」（2019年12月8日）
- 仮面ライダーゼロワン（テレビ朝日） - 大和田伸也 役（本人）[9]
  - 第10話「オレは俳優、大和田伸也」（2019年11月10日）
  - 第11話「カメラを止めるな、アイツを止めろ！」（2019年11月17日）
- リバイバルドラマ「Wの悲劇」（2019年11月23日、NHK BSプレミアム / 2020年2月24日、NHK総合） - 和辻与兵衛 役
- 科捜研の女 Season19 第22話「ミステリーの達人」（2019年11月28日、テレビ朝日） - 高柳龍之介 役
- 探偵が早すぎる スペシャル（2019年12月12日・19日、読売テレビ・日本テレビ） - 東前門丈一郎 役
- 病院の治しかた〜ドクター有原の挑戦〜（2020年1月20日 - 3月9日、テレビ東京） - 有原正太郎 役
- 七人の秘書（テレビ朝日） - 西尾忠彦 役[10][11]
  - Mission 1「大銀行のひどい上司をぶっ潰せ!! 上流国民VS"影の仕事人"!!」（2020年10月22日）
  - Mission 3「白い巨塔の黒い敵を潰せ!!」（2020年11月5日）
- 記憶捜査2〜新宿東署事件ファイル〜 最終話（2020年12月4日、テレビ東京） - 小山田薫 役
- BARレモン・ハート 年末スペシャル2020（2020年12月29日、BSフジ） - 早乙女冬樹 役
- 月曜プレミア8（テレビ東京）
  - 内田康夫サスペンス 浅見光彦 軽井沢殺人事件（2022年2月28日） - 大原賀一郎 役
- 異世界居酒屋「のぶ」 Season2 〜魔女と大司教編〜（2022年5月27日 - 7月29日、WOWOW） - 「先帝」コンラート四世 役[12]
  - Season3 〜皇帝とオイリアの王女編〜（2023年1月13日 - 3月17日）
- 日本統一 北海道編（2022年、UHB北海道文化放送） - 大阪 下塚食品 会長 下塚秀雄 役
- 藤子・F・不二雄 SF短編ドラマ『メフィスト惨歌』（2023年4月9日、BSプレミアム・BS4K） - メフィスト上司 役
- テイオーの長い休日（2023年6月3日 - 7月29日、東海テレビ） - ナレーション・桐林藤吾 役
- 過保護な若旦那様の甘やかし婚（2024年5月24日 - 6月28日、毎日放送） - 染谷和寿 役[13]
- 花咲舞が黙ってない 第3シリーズ 第9話（2024年6月8日、日本テレビ） - 石垣信之介 役[14][15]
- 晩酌の流儀3 第5話・最終話（2024年7月27日・9月21日、テレビ東京） - 麦田社長 役[16]
  - 晩酌の流儀4 〜夏編〜 第6話（2025年8月2日）[17]
- ブラックペアン シーズン2 第8話 - 最終話（2024年9月1日 - 15日、TBS） - 天城司 役[18]
- 照子と瑠衣（2025年6月22日 - 8月10日、NHK BS・BSプレミアム4K） - 西村寿朗 役[19]

### ウェブドラマ
- 雨に叫べば（2021年12月16日、Amazonプライムビデオ） - 河合道夫 役[20]
- 可愛くなったらさようなら（2022年5月9日、VISION）[21]

### 映画
- 藍より青く（1973年） - 村上周一 役
- 絶唱（1975年） - 大谷賢一 役
- 犬神の悪霊（1977年） - 主演・加納竜次 役
- 霧の旗（1977年） - 白鳥弁護士 役
- 君よ憤怒の河を渉れ（1978年） - 細江刑事 役
- 水戸黄門（1978年） - 渥美格之進 役
- 飛鳥へ、そしてまだ見ぬ子へ（1982年）
- 大日本帝国（1982年）
- 誘拐報道（1982年）
- 炎の女・秋瑾（1983年） ※日本人初の中国映画出演作
- キネマの天地（1986年）
- 孫文（1986年）
- あいつに恋して（1987年）
- 226（1989年） - 小野木憲兵伍長 役
- ゴジラシリーズ
  - ゴジラvsモスラ（1992年） - ありあけ丸船長 役[1]
  - ゴジラ・モスラ・キングギドラ 大怪獣総攻撃（2001年） - 三雲勝将 役[1]
- 学校（1993年）
- 踊る大捜査線シリーズ - 安住利夫 役
  - 踊る大捜査線 THE MOVIE（1998年10月31日）
  - 踊る大捜査線 THE MOVIE 2 レインボーブリッジを封鎖せよ!（2003年7月19日）
  - 交渉人 真下正義（2005年）
  - 容疑者 室井慎次（2005年）
  - 踊る大捜査線 THE FINAL 新たなる希望（2012年9月7日）
- 田園のユーウツ（2000年）
- 冷静と情熱のあいだ（2001年）
- 石井のおとうさんありがとう（2004年）
- 理由（2004年）
- それでもボクはやってない（2006年） ※キネマ旬報ベストテン第1位
- 黒帯 KURO-OBI（2007年）
- 笑う警官（2009年11月14日）
- 侍戦隊シンケンジャー 銀幕版 天下分け目の戦（2009年） - 脂目マンプクの声 役
- 弁天通りの人々（2009年5月16日公開、アルゴ・ピクチャーズ） - 原善三郎 役
- 行け!男子高校演劇部（2011年） - 大和田・父 役
- しあわせカモン（2013年1月26日） - 精神科・高野医師 役
- 大人ドロップ（2014年4月4日）
- エイプリルフールズ（2015年4月1日） - 謎の紳士 役
- Mr.マックスマン（2015年10月17日） - 海東剛史 役
- 植物図鑑 運命の恋、ひろいました（2016年6月4日） - 登来柳明 役
- ホーンテッド・キャンパス（2016年7月2日） - 竹村肇 役
- 50回目のファーストキス（2018年6月1日） - 名取医師 役[22]
- フード・ラック!食運（2020年11月20日） - 豊川忠義 役[23]
- お終活 熟春!人生、百年時代の過ごし方（2021年5月21日公開） - 佐藤教授 役
- ハザードランプ（2022年、公開中止） - 吉井 役[24]
- 鋼の錬金術師 完結編 最後の錬成（2022年6月24日公開） - レイブン 役[25]
- シュナイドマンの憂鬱（2024年5月31日公開) - 謎の男 役[26][27]
- 女神降臨 - 五十嵐総一郎 役[28]
  - 女神降臨 Before 高校デビュー編（2025年3月20日）
  - 女神降臨 After プロポーズ編（2025年5月1日）

### Vシネマ
- 美女奉行 おんな牢秘抄1,2（1995年） - 大岡越前 役
- 極道三国志（1998年）- 鳴海組長 役

### 舞台
- 細雪
- NINAGAWAマクベス
- 王女メディア
- 山ほととぎすほしいまま
- さぶ
- 松原のぶえ特別公演「江戸人情噺 恋のみれん橋」
- 大月みやこ特別公演「夢千代日記」
- もう一つのシアター! - 田沼清一郎 役

### ドキュメンタリー
- 天皇のディナー〜歴史を動かした美食〜（2019年12月30日、NHK BSプレミアム） - 古参の料理長 役[29]

### 紀行番組
- いい旅・夢気分（テレビ東京） - ナレーション・司会（1996年10月 - 2013年9月） ※スペシャルで、弟の大和田獏と共演、妻の五大も旅することもあった
- 大和田兄弟ぐるり鉄道旅!（BS朝日） - ナビゲーター
  - 大和田兄弟ぐるり鉄道旅!〜タイ王国 知られざる絶景と世界遺産〜（2014年1月6日）
  - 大和田兄弟ぐるり鉄道旅!〜ベトナム縦断2000km〜（2014年6月8日）
  - 大和田兄弟ぐるり鉄道旅!〜マレーシア知られざる絶景と世界遺産〜（2015年2月8日）
  - 大和田兄弟ぐるり鉄道旅!〜魅惑の台湾・・・美味と感動、絶景百景〜（2015年5月10日）
  - 大和田兄弟ぐるり鉄道旅!香港〜マカオ〜絶景百景!世界遺産30制覇の珍道中〜（2015年11月8日）
  - 大和田兄弟ぐるり鉄道旅!〜スイスの絶景をめぐる 世界遺産とアルプス〜（2016年8月14日）

### バラエティ
- 三角ゲーム・ピタゴラス（朝日放送） - 司会
- ダウンタウンのガキの使いやあらへんで!（日本テレビ)
  - 遠藤の嫁 千秋がいなくなった⁉（2007年6月3日）
  - 絶対に笑ってはいけない新聞社24時（2008年12月31日）
  - ノーリアクション王 決定戦～!!（2017年6月25日、7月2日）
- 環境野郎Dチーム（フジテレビ）
- ズバリ!悩みおまかせ（サンテレビ）
- 金曜いきいきタイム（サンテレビ）
- いい味こだわり屋（テレビ東京）
- お買得度満点! 大和田伸也と柏原芳恵の買物情報最前線（テレビ東京）
- 北海道函館 とれたて!美味いもの市（テレビ東京）
  - 疑問解決!やりなおしパソコン講座（2009年4月 - 6月）
  - 今年こそパソコンの達人（2） 安心安全!使いこなそうインターネット・メール!（2009年7月 - 9月）
  - 今年こそパソコンの達人（3） デジタル写真活用術（2009年10月 - 12月）

### CM
- 森永製菓
  - 「森永チョコレート 栗」（1972年）
  - おいしいコラーゲンドリンク
  - おいしい青汁
- 繊月酒造「舞せんげつ」
- 東京ガス「エコウィル」『エコウィル マルコ・ポーロ篇』（2007年） - マルコ・ポーロ 役
- Friend-Ship Project「夫婦の絆編」
- ユーキャン「昭和の演歌全集」
- メットライフ生命保険
- 日本ガラスびん協会[30]「愛のガラスびん劇場・おびん」（2009年 - 2011年9月） - 父親 役[31]（竹本聡子[32]、伊達暁[33]らと共演）
- 株式会社イシカワ（ハウスメーカー）[34] ※妻・五大路子と共演[35]
- KDDI[注釈 1]『au 4G LTE 800MHz・推理ドラマ篇』（2014年1月 - 2月）
- 株式会社カーネクスト（2025年4月 - ） - 朝日奈央らと共演[36]

### その他
- CR暴れん坊将軍シリーズ（藤商事） - 南町奉行・大岡忠相 役
- PUFFY PV（SWEET DROPS 「うさぎドロップ」OP、2011年）

## 出演（声優）

### テレビアニメ
- アストロボーイ・鉄腕アトム（2003年、フジテレビ） - 天馬博士、シャドウ 役[37]
- ブラック・ジャック スペシャル 〜命をめぐる4つの奇跡〜（2003年、日本テレビ） - 裁判官 役[38]
- ふしぎ駄菓子屋　銭天堂（2023年 - 2024年、NHK Eテレ） - 六条教授 役
- あらいぐま カルカル団（2025年、読売テレビ） - ボスカル 役[初出 1]

### 劇場アニメ
- ブラック・ジャック ふたりの黒い医者（2005年） - ゴア 役[39]
- BUDDHA2 手塚治虫のブッダ -終わりなき旅-（2014年） - ビンビサーラ王 役[40]
- クレヨンしんちゃん ガチンコ!逆襲のロボとーちゃん（2014年） - 鉄拳寺堂勝 役

### ゲーム
- キングダム ハーツII（PS2、2005年、スクウェア・エニックス）- ムファサ 役
- CRISIS CORE FINAL FANTASY VII （PSP、2007年、スクウェア・エニックス）- ホランダー 役
- CRISIS CORE –FINAL FANTASY VII– REUNION　（PS5,PS4,Xbox Series X/S,nintendo switch,Xbox ONE,PC,2022年、スクウェア・エニックス）- ホランダー役

### 吹き替え

#### 映画
- アウトブレイク - サム・ダニエルズ大佐 〈ダスティン・ホフマン〉役 ※日本テレビ版
- クレオパトラ - シーザー〈ティモシー・ダルトン〉役 ※NHK版
- 恋におちて - フランク・ラフティス〈ロバート・デ・ニーロ〉役 ※フジテレビ版
- 白雪姫 - ジョン国王〈トム・アーウィン〉役 ※NHK版
- 推定有罪 - ハロルド・ホーン〈マーティン・シーン〉役
- ホテルリッツの男 - フィリップ・ウェバー〈ペリー・キング〉役
- 幼女誘拐～残された人形 - ジャック・バウアー〈ロバート・ユーリック〉役
- ライオン・キング（2019年） - ムファサ〈ジェームズ・アール・ジョーンズ〉[41]

#### ドラマ
- アリー my Love - ジョージ・マクビール 役
- ER緊急救命室 シーズン1第5話 - サム・ガスナー〈アラン・ローゼンバーグ〉 役
- ケネディ - ジョン・F・ケネディ〈マーティン・シーン〉役
- ザ・ホワイトハウス シーズン4第23話 - グレナレン・ウォーケン〈ジョン・グッドマン〉 役
- シャーロック・ホームズの冒険 - モーティマー医師〈ニール・ダンカン〉役
- 青春の城 コビントン・クロス - サリム〈アート・マリック〉 役
- 北京バイオリン（2007年、NHK-BS2） - 余世風〔ユー・スーフォン〕教授 役

#### アニメ
- ライオン・キング（1994年） - ムファサ〈ジェームズ・アール・ジョーンズ〉 役
- ファンタジア2000（2000年、ディズニー映画） - ジェームズ・アール・ジョーンズ 役
- ライオン・ガード（2015年） - ムファサ〈ジェームズ・アール・ジョーンズ〉 役

### ラジオ
- 朗読 大和田伸也が読む 森村誠一「人生の駐輪場」（2023年12月2日 - 12月30日、NHKラジオ第1）

### ラジオドラマ
- 愛の街から（TOKYO FM、JFN系）

### ナレーション
- スナック キズツキ（2021年10月8日 - 12月24日、テレビ東京）

## 監督作品
- 恐竜を掘ろう（2013年3月30日） - 主演・松方弘樹[42]

## 演出
- ハムレットを撃て! ※五大路子、大和田獏、岡江久美子と共演
- 胡桃・私が愛したハムレット
- 愛しのジュリエット（2003年初演・2006年再演）
- マウストラップ
- 春にして君を離れ（2006年）

## レコード・CD
- 友よ（1972年9月、日本コロムビア）
- ときめいて銀座（1993年7月21日、日本コロムビア） - 朝川ひろことのデュエット。作詞者のEISEIは元資生堂取締役で当時、銀座花椿通り商店振興会理事長だった有田英世のペンネーム[43]。1993年12月に5万枚を突破するヒットとなる[43]。
- 摩天楼ララバイ（2016年9月28日、Webkoo）[44]